# Canale di Okinawa

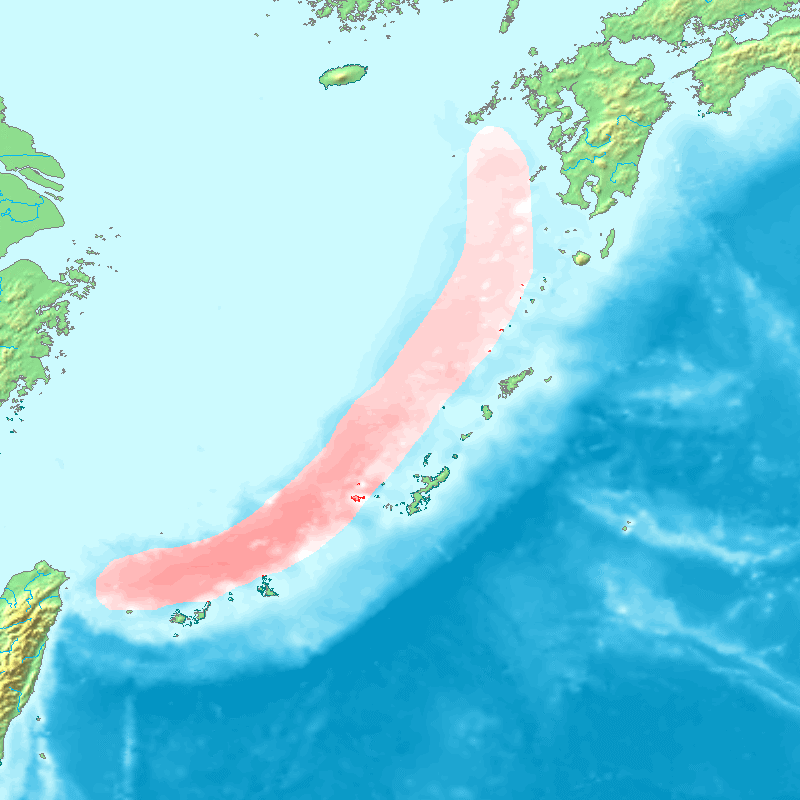
Il canale di Okinawa

Il canale di Okinawa (沖縄トラフ?, Okinawa Torafu), chiamato in Cina canale di Xihu, è un avvallamento marino di forma arcuata lungo 970 km, situato nel lato est del mar Cinese Orientale. Si trova nelle vicinanze, ad ovest ed all'interno dell'arco insulare giapponese delle Ryūkyū, che sorgono sulla stretta placca di Okinawa. Il canale separa tale placca dalla parte orientale della placca dello Yangtze.

## Descrizione
Si tratta di un bacino di retroarco formatosi per estensione all'interno della litosfera continentale, dietro alla molto più profonda fossa delle Ryūkyū. La larghezza del canale supera i 1000 metri ed ha una profondità massima di 2716 metri.

## Controversia legata al canale
La posizione del canale ha dato luogo a controversie tra Cina e Giappone sui diritti di sovranità e giurisdizione sulle acque del mar Cinese Orientale. Secondo il professor Ji Guoxing del Dipartimento Asia-Pacifico dell'Università degli studi internazionali di Shanghai:
- L'interpretazione della Cina sulla posizione geografica del canale è la seguente:

- L'interpretazione del Giappone è invece:

Questa controversia riguarda principalmente il diritto di sovranità sulle Senkaku, un arcipelago composto da 8 piccole isole disabitate attualmente amministrate dal Giappone ma reclamate da Cina e anche da Taiwan. La sovranità garantisce il diritto di sfruttare le enormi risorse di combustibili trovate alla fine degli anni sessanta nei fondali in prossimità delle isole, la pesca nelle acque circostanti e l'utilizzo delle rotte nautiche che passano per le Senkaku.
La nazionalizzazione di 3 delle 4 maggiori isole avvenuta con l'acquisto da un privato da parte dello Stato giapponese il 12 settembre 2012, ha creato minacce di ritorsione da parte del governo cinese. Tra le altre cose, membri del governo di Pechino hanno dichiarato che la Cina, dove le isole sono chiamate Diaoyu, intende chiedere un arbitrato per ottenere di espandere fino al canale la propria zona economica esclusiva, che attualmente arriva fino alla linea intermedia fra le coste giapponesi e quelle cinesi.